# Gus Lewis
Gus Lewis (New York, 19 gennaio 1993) è un attore britannico.

## Biografia
Nato da genitori inglesi, Helena e Andrew a New York, studia dapprima alla St. Bernard's School, poi alla Dulwich College Preparatory School di Londra ed in seguito alla Westminster School, sempre nella capitale inglese.
La sua interpretazione più celebre è quella del giovane protagonista Bruce Wayne nei ricordi di Batman Begins, interpretato, da adulto, da Christian Bale. Successivamente, è il protagonista del cortometraggio The End, di Ted Marcus, insieme ad Angelica Mandy.

## Filmografia

### Cinema
- Follia (Asylum), regia di David Mackenzie (2005)
- Batman Begins, regia di Christopher Nolan (2005)
- Revelation, regia di Gabriel Gettman - cortometraggio (2007)
- One for Sorrow, regia di Linda Brieda - cortometraggio (2009)

### Televisione
- Vivo per miracolo (I Shouldn't Be Alive) - serie TV, episodio 2x02 (2006)
- The Shooting of Thomas Hurndall, regia di Rowan Joffe - film TV (2008)

## Doppiatori italiani
Nelle versioni in italiano dei suoi film, Gus Lewis è stato doppiato da:
- Jacopo Castagna in Batman Begins